# Autoseksualnost
Autoseksualnost ili autoerotizam je seksualna stimuliranost ili seksualna želja prema vlastitom tijelu. Pojam je populariziran krajem 19-tog stoljeća od strane britanskog seksologa Havelocka Ellisa, koji je definirao autoerotizam kao "fenomen spontanih seksualnih emocija generiranih u odsutnosti vanjskih stimulativnih procedura, direktno ili indirektno, prema drugoj osobi." Najčešći oblik autoerotske prakse je samozadovoljavanje (masturbacija).
Kao seksualna preferencija, autoseksualnost referira na ljude kojima je primarni seksualni interes sam sa sobom. Može se promatrati kao parafilija ili ako je ekskluzivna preferencija kao forma homoseksualnosti.